# 完顏光英
完颜光英（1150年—1161年），中國金朝皇族，本名阿鲁补，是時燕京轉運使趙襲慶兒子很多，故又取小名為趙六。金海陵王完颜亮的太子，生母是完颜亮正妻徒单氏，即后来的徒单皇后。
天德四年（1152年）二月，完顏亮立完颜光英为皇太子。完顏亮非常宠爱儿子完颜光英，说等他十八岁就把皇位禪讓给光英。為了光英，完颜亮在金國大行避諱，連音近的字都要改，把國號「英」改為「壽國」，「應國」為「杞國」，改「鷹坊」為「馴鷙坊」。連宋朝都配合，改「光州」為「蔣州」，「光山县」為「期思縣」，「光化军」為「通化軍」等等。
完颜光英读《孝經》，问：“經上說三千條罪過，莫大於『不孝』，何謂『不孝』？”大臣说：“現在老百姓的孩子們，喜歡賭博、飲酒，不奉養父母，這都是『不孝』。”太子默然良久才说：“这怎能算是不孝呢？”大臣知道他大概想到了完颜亮弑嫡母的事情。
1161年，完颜亮伐南宋，命完颜光英留守汴京，以太子少師訛里也護軍。完颜亮伐南宋的釆石磯之役失敗，部將完顏元宜乘機發動兵变杀完颜亮，命讹里也殺光英於汴京，死时年僅十二。后来与完颜亮都葬在大房山诸王墓之地。

## 延伸阅读
[在维基数据编辑]
 《金史·卷82》，出自脱脱《遼史》